# Principio de subsidiariedad en la Unión Europea
| Exclusivas |
| --- |
| - la Unión Aduanera; - el establecimiento de normas sobre competencia para el mercado interior; - la política monetaria de la eurozona; - la conservación de los recursos biológicos marinos dentro de la Política Pesquera Común; - la Política Comercial Común; - la celebración de acuerdos internacionales (con condiciones). |
| Compartidas |
| - el mercado interior - la política social, en los aspectos definidos por los Tratados - la cohesión económica, social y territorial; - la agricultura y la pesca; - el medio ambiente; - la protección de los consumidores; - el transporte; - las redes transeuropeas; - la energía; - el espacio de libertad, seguridad y justicia; - los asuntos comunes sobre salud pública - la investigación, el desarrollo tecnológico y el espacio - la cooperación al desarrollo y la ayuda humanitaria |
| Competencias de apoyo |
| - la protección y mejora de la salud humana - la industria - la cultura - el turismo - la educación, la formación profesional, la juventud y el deporte - la protección civil - la cooperación administrativa |
| Específicas |
| - la coordinación de las políticas económica, social y de empleo - la Política Exterior y de Seguridad Común |

Los principios de subsidiariedad y proporcionalidad son los que regulan el ejercicio de las competencias de la Unión Europea. El principio de subsidiariedad tiene como objeto proteger la capacidad de decisión y actuación de los Estados miembros en los ámbitos que no son de competencia exclusiva de la Unión. Además, cuando los objetivos de una acción puedan alcanzarse mejor a escala de la Unión «debido a la dimensión o a los efectos de la acción pretendida», el principio de subsidiariedad autoriza la intervención de la Unión.

## Ámbito de aplicación
El principio de subsidiariedad, en derecho, es un principio jurídico que puede plantearse en situaciones jurídicas en las que se dan dos opciones, de manera que a una de ellas solo se podrá acudir en defecto de la otra. 
Se contrapone al principio de solidaridad, en virtud del cual no se establece un orden de prelación de alternativas, sino que se deja a disposición de un determinado actuante.

## Aplicación del principio de subsidiariedad
El principio de subsidiariedad es sobre todo un principio de competencia que señala qué nivel jerárquico está habilitado para actuar en determinados casos. Así, cuando los ciudadanos pueden alcanzar adecuadamente sus fines, las autoridades estatales son incompetentes para entrometerse en sus asuntos. En este sentido, un asunto debe ser resuelto por la autoridad (normativa, política o económica) más próxima al objeto del problema.

## Reparto de competencias
Con anterioridad a la entrada en vigor del Tratado de Lisboa en 2009, las competencias de la Unión Europea no se encontraban definidas, ni en ocasiones contenidas siquiera, por los Tratados constitutivos, que se limitaban a enunciar los fines y objetivos políticos de las Comunidades y de la Unión Europea y a establecer los cauces institucionales de ejercicio del poder comunitario.
Esta vaguedad competencial se reveló práctica para la integración europea, pues permitió una extensión ambigua y pragmática de las competencias iniciales de las novedosas estructuras jurídicas europeas, fundamentalmente por medio de dos vías: las llamadas “competencias implícitas”, que el Tribunal de Justicia aplicó a su jurisprudencia —que se derivarían de una interpretación no tanto literal cuanto lógica y sistemática de los Tratados—, y la “vía de escape” que ofrecía el propio Tratado de la Comunidad Europea en su artículo XY, que permitía a los Estados atribuir nuevas competencias a la Unión cuando esta transferencia pudiera servir a los objetivos políticos de la Comunidad, enunciados en los Tratados.
Según lo señalado en el Título I de la Primera Parte del Tratado de Funcionamiento de la Unión Europea (versión consolidada), la distribución de competencias en diversos ámbitos entre los Estados miembros y la Unión se declara explícitamente en las tres categorías siguientes:
- Competencias exclusivas: Solo la Unión puede legislar y adoptar actos vinculantes; los Estados únicamente podrán si son facultados por la Unión o para aplicar actos de la Unión.[6]
- Competencias compartidas: La Unión y los Estados miembros pueden legislar y adoptar actos vinculantes, pero los Estados solo ejercerán su competencia en la medida en que la Unión no lo haya hecho.[6]
- Competencias de apoyo: La Unión puede llevar a cabo acciones con el fin de apoyar, coordinar o complementar la acción de los Estados.[1]